# Premier van België
De premier van België of de eerste minister van België is de leider van de Belgische federale regering. De huidige Belgische premier is Bart De Wever. Hij legde op 3 februari 2025 de eed af bij Koning Filip.
Het kabinet van de premier is gelegen aan de Wetstraat 16 in Brussel en wordt daarom ook weleens 'de Zestien' genoemd. De ambtswoning van de premier is gelegen in de Brusselse Lambermontstraat en staat bekend als 'de Lambermont'. De premier gebruikt het gebouw om te vergaderen en om gasten te ontvangen, niet om in te wonen.
De leiders van de gemeenschaps- en gewestregeringen worden aangeduid met de term minister-president.

## Ontstaansgeschiedenis
Oorspronkelijk zat de koning de ministerraad voor. Wanneer hij afwezig was werd het voorzitterschap waargenomen door de oudste of invloedrijkste minister. Wel was er al een regeringsformateur, die een bijzonder prestige genoot binnen de regering.
Doordat met de uitbreiding van het stemrecht er meer partijen in het parlement kwamen (in casu de socialisten), had geen enkele partij nog een absolute meerderheid. Er moesten voortaan coalities gesloten worden, waardoor de taak van de formateur bemoeilijkt werd. Die persoon kreeg hierdoor een groter aanzien en werd ook feitelijk leider.
Doordat de ministers voortaan van een verschillende partij waren, was er nood aan een figuur die de werkzaamheden van de verscheidene ministers coördineerde. Hier ontstond de functie van eerste minister.
De titel van eerste minister/premier werd voor het eerst gebruikt in 1918 en werd in de Belgische Grondwet opgenomen in 1970, met de eerste staatshervorming.

## Functies
Naast de coördinatie van het regeringsbeleid moet de premier er ook over waken dat het regeerakkoord wordt uitgevoerd, hij leidt de vergaderingen van de ministerraad en beslist over bevoegdheidsconflicten binnen de regering. Daarnaast vertegenwoordigt hij de regering ook naar buiten toe, zowel in het binnen- als buitenland.
Het is de premier die de contacten met de Koning onderhoudt en die in het parlement de regeringsverklaring voorbrengt. Hij kan ook het vertrouwen vragen aan het parlement, wat tot het ontslag van de regering kan leiden in geval van een constructieve weigering van het vertrouwen. Tenzij dat hij ontslag neemt om persoonlijke redenen, treedt de hele regering af wanneer hij ontslag neemt.
De premier vertegenwoordigt België ook in de verschillende internationale organisaties, samen met de Minister van Buitenlandse zaken.
Door de staatshervorming heeft de premier nog bijkomende taken gekregen. Hij is ook een persoon die moet zorgen voor de relaties tussen de verschillende gewesten en gemeenschappen en zit het Overlegcomité voor.

## Benoeming
De premier wordt, net als de andere ministers van de federale regering, door de Koning benoemd. Hij wordt als eerste in de rij benoemd. Aangezien de Koning geen handelingen kan stellen zonder dat een minister hiervoor de verantwoordelijkheid draagt, wordt het benoemingsbesluit van de nieuwe eerste minister ondertekend door de aftredende eerste minister. Daarna ondertekent de nieuwe eerste minister het ontslagbesluit van de aftredende premier.
Het is de gewoonte dat het de formateur is die later premier wordt.

## Vicepremier
De premier wordt bijgestaan door vicepremiers. Samen vormen zij het kernkabinet, waar de belangrijkste beslissingen worden voorbereid voor de ministerraad. Het is de gewoonte dat uit elke partij een vicepremier wordt benoemd, die deze functie combineert met meestal een belangrijk bevoegdheidspakket binnen de regering. Een van hen vervangt de premier in diens afwezigheid.
In de regering-De Wever zijn er vijf vicepremiers:
- Jan Jambon, N-VA (ook minister van Financiën, Pensioenen, Nationale Loterij & Culturele Instellingen)
- David Clarinval, MR (ook minister van Werk en Economie)
- Vincent Van Peteghem, CD&V (ook minister van Begroting en administratieve vereenvoudiging)
- Maxime Prévot, Les Engagés (ook minister van Buitenlandse Zaken)
- Frank Vandenbroucke, Vooruit (ook minister van Sociale Zaken en Volksgezondheid)

## Zie ook

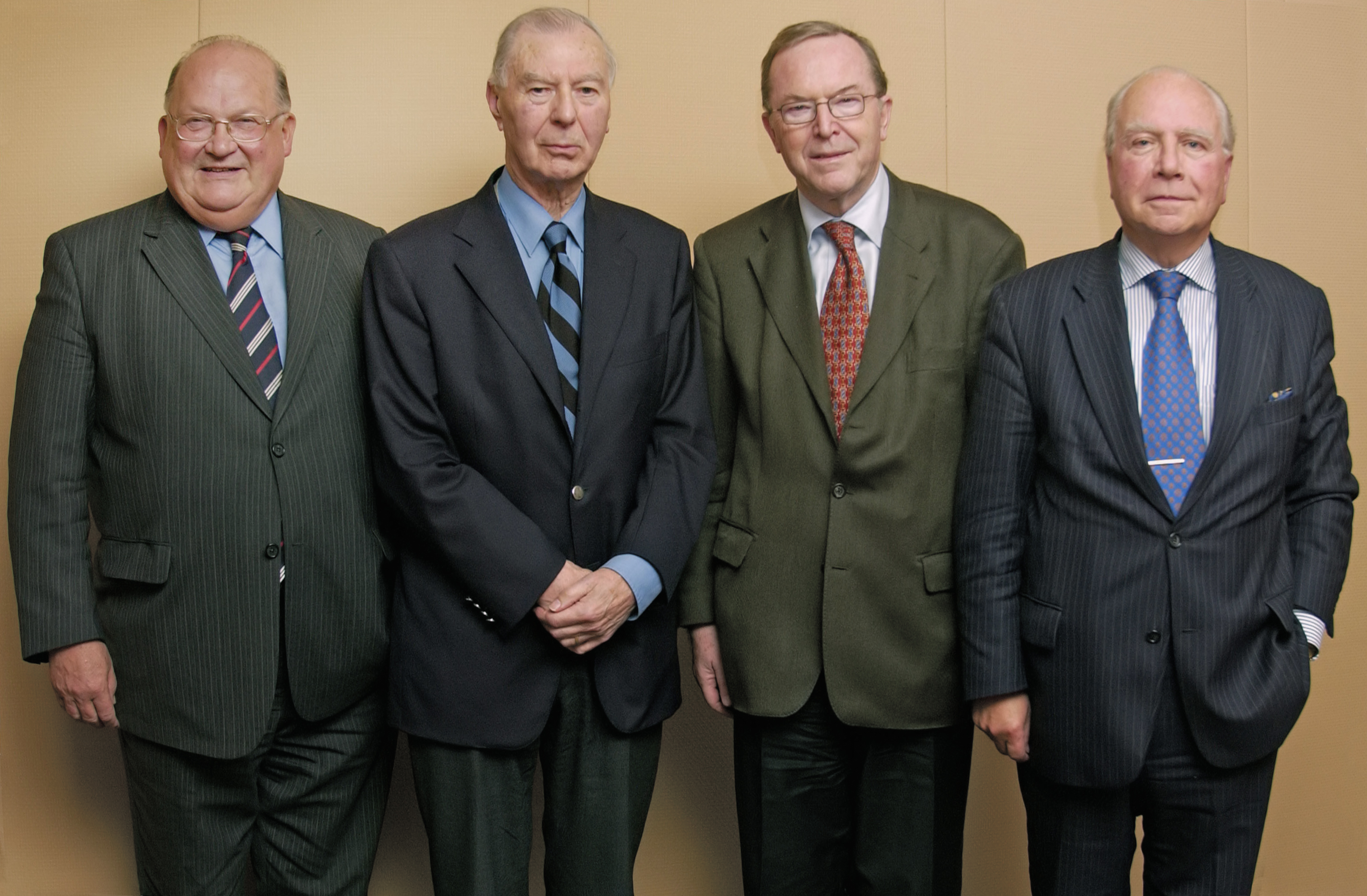
Vier CVP-premiers op een rij: van links naar rechts Jean-Luc Dehaene, Leo Tindemans, Wilfried Martens en Mark Eyskens.